# Kykladen
Die Kykladen (griechisch Κυκλάδες Kyklades), auch Zykladen, sind eine Inselgruppe im Ägäischen Meer, die bis 2010 eine der beiden Präfekturen der griechischen Verwaltungsregion (Periferia) Südliche Ägäis bildeten. In der Antike wurden die Inseln als Kreis um das heilige Eiland Delos betrachtet, was zur Bezeichnung Kykladen („Ringinseln“, zu altgriechisch κύκλος kýklos „Kreis“) führte, während man die außerhalb dieses Kreises gelegenen Inseln Sporaden („verstreute Inseln“) nannte. Die Kykladen sind eines der beliebtesten touristischen Reiseziele in Griechenland.

## Geografie, Geologie und Gliederung
Die antiken Autoren fassen Anzahl und Umfang der Inseln unterschiedlich. Strabon (Geographie 10, S. 485) zählt zwölf Inseln auf: Keos, Kythnos, Seriphos, Mēlos, Siphnos, Kimolos, Paros, Naxos, Syros, Mykonos, Tēnos und Andros. Artemidoros und ihm später folgend Plinius erhöhten diese Zahl auf fünfzehn (mit Prepesinthos [modern Despotiko], Ōliaros [Andiparos] und Kyaros [Gyaros]). Die Auflistung des Pseudo-Skylax unterscheidet sich von anderen in der Aufzählung einer nördlichen und einer südlichen Gruppe. Mit Keos, Helena (Makronisos), Kythnos, Seriphos, Siphnos, Paros, Naxos, Dēlos, Rhēnē (Rinia), Syros, Mykonos, Tēnos und Andros in der nördlichen und Mēlos, Kimolos, Ōliaros, Sikinos, Thēra (Santorin), Anaphē und Astypalaia in der südlichen Gruppe umfasst seine Definition die meisten Inseln der heutigen Präfektur und zusätzlich Astypalea, das heute zum Dodekanes gerechnet wird. Die meisten antiken Autoren jedoch folgten grundsätzlich der Zuordnung Strabons, wobei gelegentlich Rhēnē statt Mēlos genannt wurde.
Die Inseln der Kykladen bestehen meist aus Gneis und Glimmerschiefer, mitunter auch aus Granit und vulkanischem Gestein. Wegen ihrer Fruchtbarkeit und ihres milden Klimas nannte sie das Altertum die „Perlen von Hellas“. Heute sind viele der Inseln jedoch ohne Baumvegetation, darum auch wasserarm, kahl und verbrannt. Dennoch liefern sie noch immer Wein, Öl, Baumwolle, Seide, Südfrüchte, Honig etc.

### Der Meltemi auf den Kykladen
Eine besondere Rolle nimmt der Wind Meltemi ein. Einerseits sorgt er für Abkühlung in der warmen Jahreszeit, andererseits war er einst für die Schifffahrt von Bedeutung und heute für Segler. Er setzt nach dem windärmsten Monat Mai im Juni mit Windstärke 7–8 ein, im Juli und August ist er mit 7–8 am stärksten. Der Tagesablauf des Meltemi ist stets der gleiche, mit zunehmender Sonneneinstrahlung legt er am Nachmittag zu.

### Die wichtigsten Inseln
- Amorgos
- Anafi
- Andros
- Andiparos
- Delos
- Donousa
- Folegandros
- Gyaros
- Ios
- Iraklia
- Kato Koufonisi
- Kea
- Keros
- Kimolos
- Kythnos
- Makronisos
- Milos
- Mykonos
- Naxos
- Paros
- Pano Koufonisi
- Polyegos
- Rinia
- Santorin (Thira/Thera)
- Schinoussa
- Serifos
- Sifnos
- Sikinos
- Syros
- Thirasia
- Tinos

### Verwaltungsgliederung
Die Kykladen gehörten zu den ersten zehn Präfekturen des Königreichs Griechenland ab 1833. Ab 1986 gehörten sie zur neu geschaffenen Verwaltungsregion Südliche Ägäis. Von 1997 bis 2010 gliederten sich die Kykladen in 20 Stadt- und 11 Landgemeinden (siehe Liste der Gemeinden der Kykladen [1997–2010]); diese wurden mit der Verwaltungsreform 2010 zu 19 größeren Gemeinden zusammengefasst, wobei keine der Inseln mehr in unterschiedliche Gemeinden geteilt ist. Die Kompetenzen der Präfektur Kykladen wurden an die Region Südliche Ägäis und die Gemeinden übertragen. An Stelle der Präfektur wurden neun Regionalbezirke (griechisch periferiakes enotites) eingerichtet, die keine eigenständige politische Bedeutung haben und weitgehend den Gebieten der Provinzen aus der Zeit vor 1997 entsprechen.

## Geschichte
In den meisten Phasen der Geschichte standen die Kykladen unter einer Macht des Festlandes, von archaischer Zeit bis in die Gegenwart. Erst im Zuge der regionalen Selbstverwaltung seit den 1990er Jahren wurden Kompetenzen verstärkt auf die Inseln übertragen.

### Steinzeit
Im Bereich der Kykladen gibt es als ältesten und wichtigsten steinzeitlichen Fundort die kleine Insel Saliagos zwischen Paros und Antiparos. Beziehungen zur nachfolgenden Kykladenkultur bestehen nach derzeitigem Kenntnisstand nicht.

### Bronzezeit (Kykladenkultur)
Archäologische Funde belegen eine frühe Hochkultur von circa 3000 bis 1100 v. Chr., die heute als Kykladenkultur bezeichnet ist und Parallelen zur bekannteren minoischen Kultur aufweist. Wie ganz Griechenland sind die Kykladen von dem Phänomen der Dunklen Jahrhunderte betroffen. Aus der Zeit zwischen der Bronzezeit und der antiken Hochkultur ist aufgrund von fehlenden Schriften und archäologischen Funden nur weniges oder sogar nichts überliefert.

### Antike

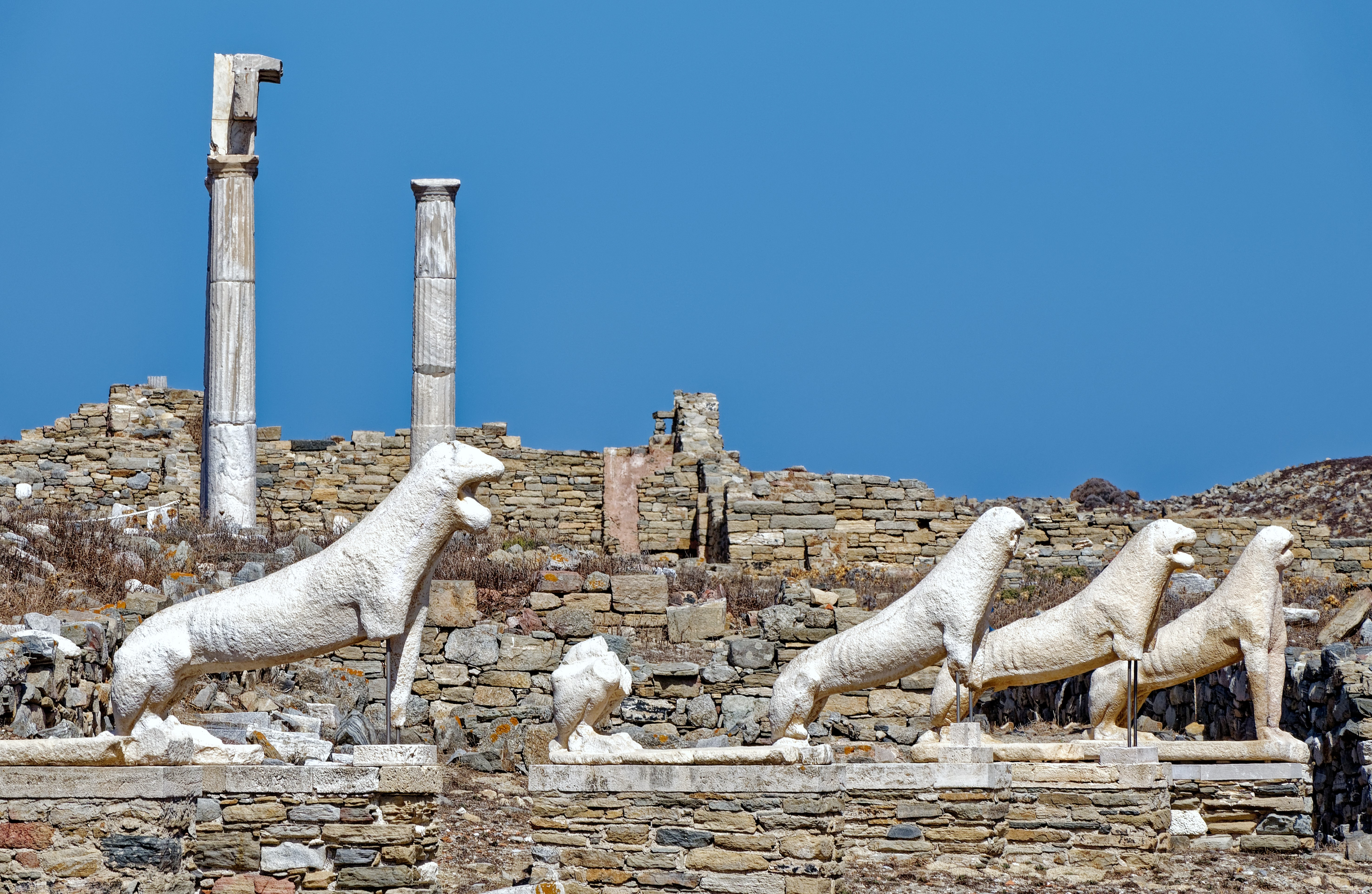
Die Löwengalerie auf der Insel Delos

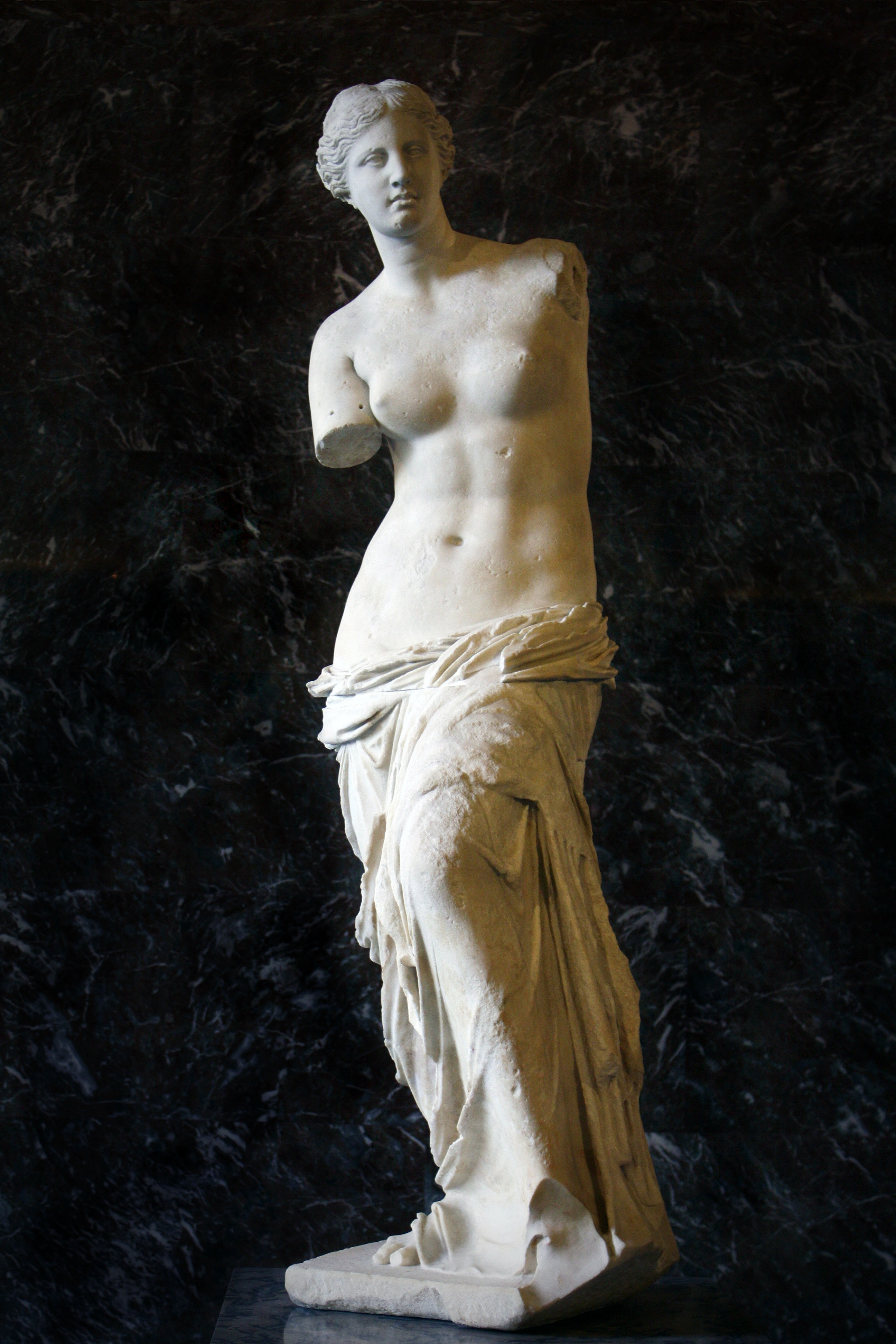
Die Venus von Milo, Zeugnis der Prosperität der Inseln in hellenistischer Zeit

Die Insel Delos war in der Antike eine der bedeutendsten Kultstätten Griechenlands. Die um sie herum liegenden Inseln wurden als Kykladen bezeichnet, was so viel wie „Ringinseln“ bedeutet. Die weiter entfernten Inseln wurden dementsprechend Sporaden genannt, was man mit „die Verstreuten“ übersetzen kann. Gegen Ende des 4. Jahrhunderts v. Chr. schlossen sich die meisten Inseln zum sogenannten Nesiotenbund zusammen, der jedoch nur wenige Jahrzehnte Bestand hatte. Die Kykladen wurden auch durch die mithridatischen Kriege berührt. Dabei wurden sie teilweise von Mithridates VI. erobert und infolgedessen unter römisches Protektorat gestellt. Zahlreiche römische Negotiatores ließen sich auf den Inseln nieder. Nach mehreren Unternehmungen römischer Beamter gegen die Seeräuberei gelang es schließlich Pompeius, der mit besonderen Vollmachten ausgestattet worden war, das Problem, unter dem die Inseln litten, zu lösen. Die Inseln gerieten jedoch anschließend in innerrömische Konflikte und hatten unter zu hoch angesetzten Steuern zu leiden. Diokletian beseitigte die Missstände und unterstellte die Inselgruppe der privilegierten Provincia Insularum, die 395 Teil des Oströmischen (Byzantin.) Reiches wurde.

### Mittelalter

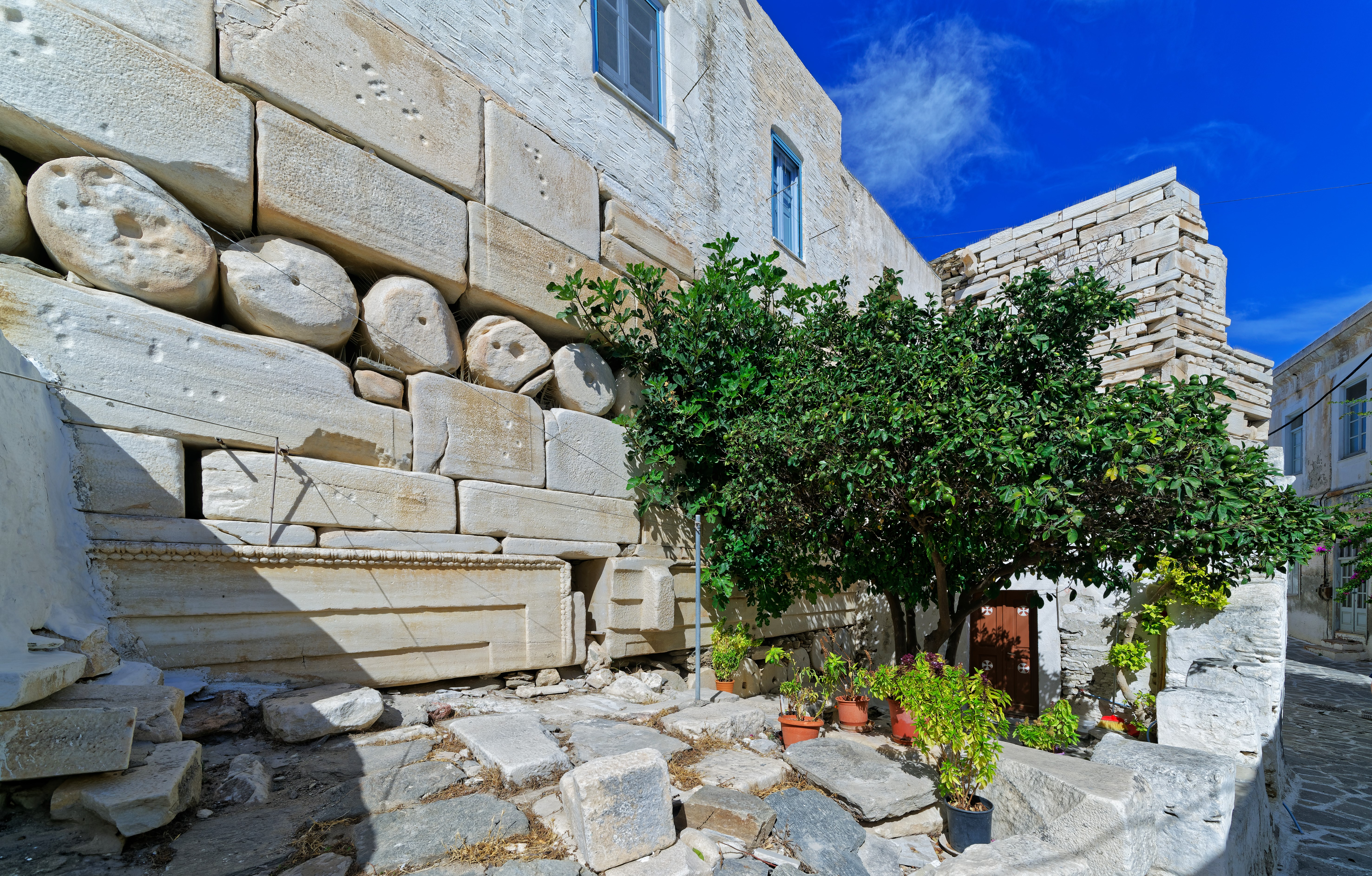
Venezianische Festung aus Resten eines Griechischen Tempels erbaut (Paros)

Nach dem vierten Kreuzzug entstand das Herzogtum Archipelagos. Die Venezianer brachten den Katholizismus auf die Inseln, die wichtige Handelsstationen wurden und auch Korund und Marmor nach Venedig lieferten. Nach und nach wurden im 16. und 17. Jahrhundert die Inseln von den Osmanen eingenommen; nach 1617 blieb nur die Insel Tenos bis 1714 venezianisch. Die lateinische Periode war dennoch lange prägend, so wurden lateinische Feudalrechte erst durch die Osmanen 1720 abgeschafft. Dem (katholischen) Bischof des Bistums Syros wurde 1744 auf Volkszuruf die Verwaltung der Insel Syros übertragen, die er bis zur Gründung des Königreichs Griechenland innehatte.

### Neuzeit

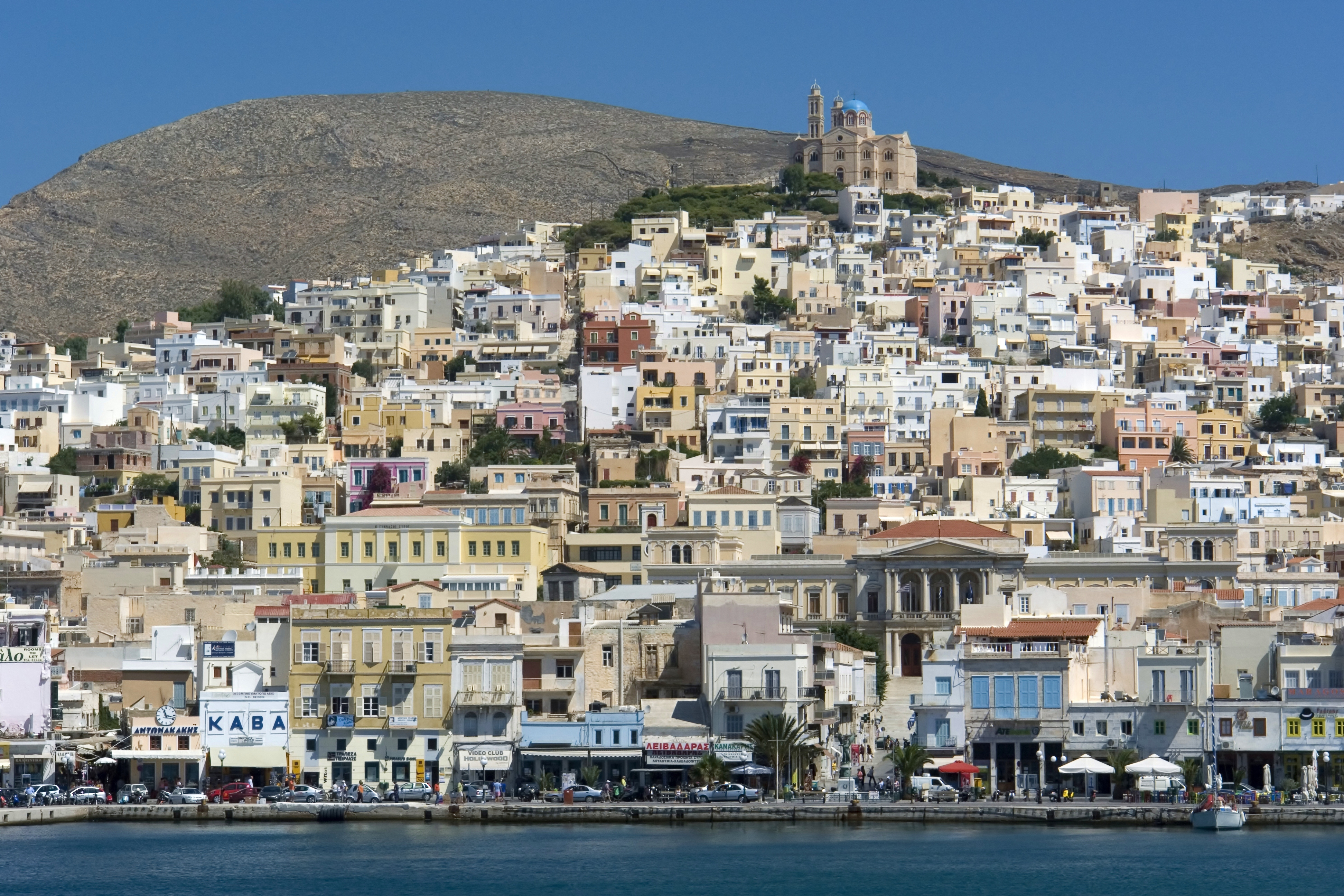
Ermoupoli auf Syros

Mit der Gründung des modernen griechischen Staates wurden die Inseln 1833 eine Präfektur des Königreichs Griechenland. Wegen der wirtschaftlichen Prosperität der Kykladen soll König Otto erwogen haben, Ermoupolis auf Syros zur Hauptstadt Griechenlands zu machen. Die Kykladen waren auch Heimat vieler bedeutender griechischer Maler des 19. und frühen 20. Jahrhunderts, insbesondere der griechischen Vertreter der Münchner Schule. Im späten 19. Jahrhundert begann der Tourismus die Inseln zu entdecken. Beispielsweise widmete sich 1894 die Griechenland-Ausgabe der Baedeker-Reiseführer den drei Inseln Syros, Mykonos und Delos. Für 1933 verzeichnete Mykonos 2150 Urlauber, von denen 200 sowohl auf Delos als auch im Museum von Mykonos gezählt wurden. Von Bedeutung war im 20. Jahrhundert auch der Bergbau, beispielsweise von Kupfererz- und Bauxitvorkommen; diese sind jedoch weitgehend erschöpft und die Förderung ist eingestellt.
Nach Ende des Griechisch-Italienischen Kriegs begann am 9. Mai 1941 die Besetzung durch Truppen der italienischen Streitkräfte und der deutschen Wehrmacht; als erste Maßnahme wurde das Auslaufen der Boote verboten. Somit konnten die Inseln weder Fisch nach Athen liefern noch von dort andere Lebensmittel beziehen. Die wenigen Versuche zum Fischfang wurden mit der Versenkung der Boote geahndet. Die jährliche Sterblichkeitsrate stieg beispielsweise auf Syros von 435 im Jahr 1939 auf 2290 im Jahr 1942 an. Anders als auf dem Festland ermöglichte die isolierte Lage kaum einen Widerstand. Alliierte Truppen befreiten 1944 gemeinsam mit der „Heiligen Schar“ die Kykladen-Inseln, nur die Garnison der Wehrmacht auf Milos hielt sich bis zur deutschen Kapitulation Anfang Mai 1945. Im 20. Jahrhundert wurden abgeschiedene Inseln auch als Verbannungsort genutzt, politisch missliebige Personen wurden verpflichtet, auf kleinen Inseln zu leben. In der Zeit der griechischen Militärdiktatur (1967 bis Juli 1974) ging die Junta sogar so weit, zuvor unbewohnte Inseln zu KZ-Inseln umzufunktionieren.
2006 gab es 928 Hotels auf den Kykladen, schwerpunktmäßig auf Santorin/Thira (252 Hotels, davon 7 Fünf-Sterne-Hotels), Mykonos (160 Hotels, mit 9 Fünf-Sterne-Hotels), Paros (145 Hotels, ein Fünf-Sterne-Hotel) und Naxos (108 Hotels), die restlichen Inseln haben weniger als 50 Hotels, einige Inseln gar nur ein einziges (beispielsweise Schoinoussa und Sikinos). Stammten die Gäste einst nahezu nur aus Westeuropa, Nordamerika und Japan, so ist die Besucherstruktur im frühen 21. Jahrhundert weitaus heterogener mit Gästen auch aus Russland und China.
Wenngleich die Architektur der Kykladen weitestgehend homogen ist, so gibt es bedeutende Unterschiede, die es für den Besucher attraktiv machen, mehrere Inseln zu besuchen. Mykonos beispielsweise zieht seine Touristen eher mit den Stränden und vielen Clubs an. Inseln wie Delos bieten dagegen ein kulturell orientiertes Angebot aus der bronzezeitlichen und antiken Kultur. Bekannt sind die Inseln auch für ihre Windmühlen. Andros gilt als Insel der Künstler.
Von 1833 bis 2010 blieb die Präfektur (griechisch νομός nomós) geografisch nahezu unverändert.

## Kykladische Architektur

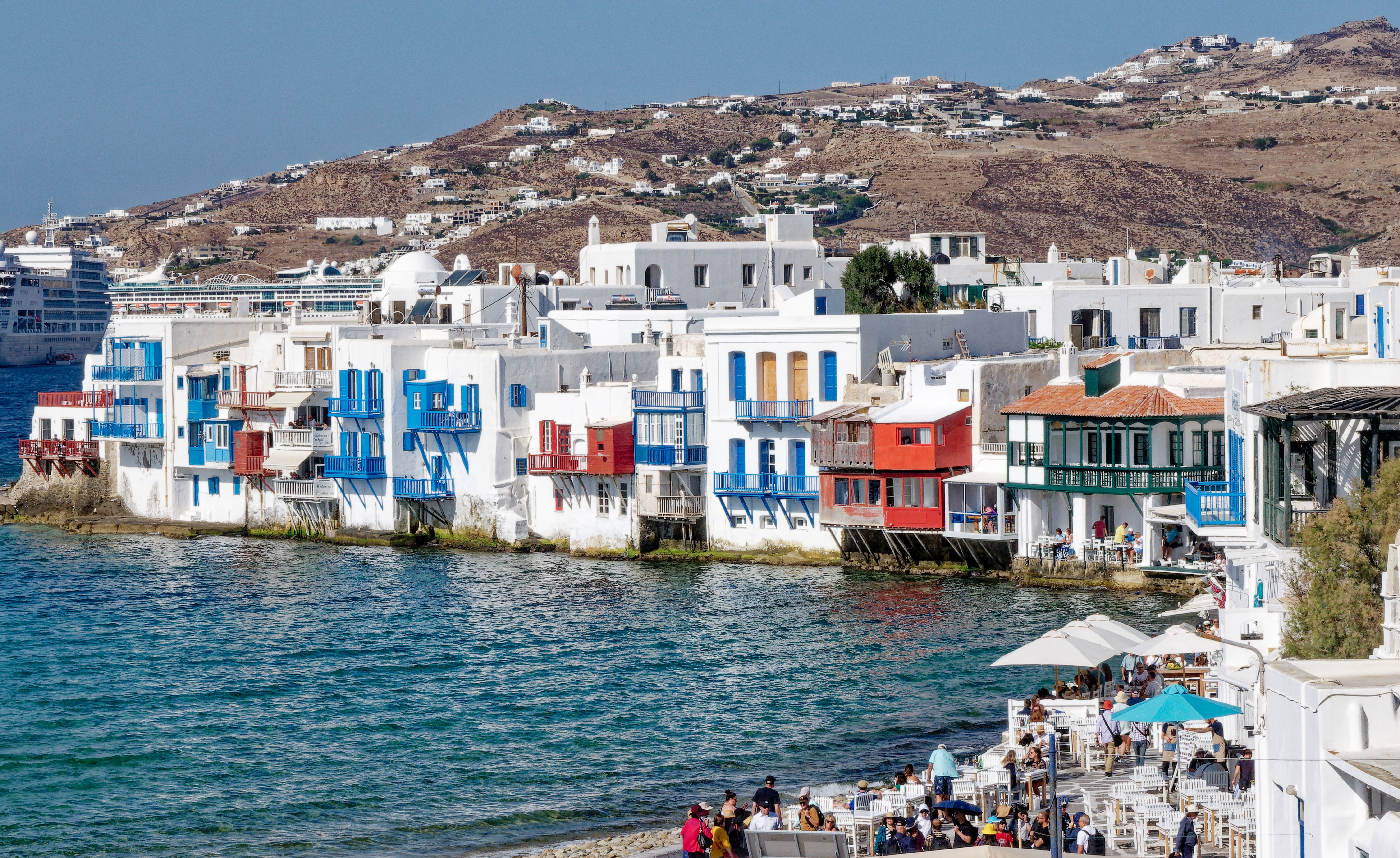
Mykonos

Die Architektur der Kykladen entwickelte sich zum Archetyp einer minimalistischen ländlichen Architektur. Sie entfaltete Vorbildcharakter für das Bauen im 20. Jahrhundert. Deren weiß-blaue Häuser werden auch als typisch für die Inselwelt Griechenlands angesehen.

## Verkehr

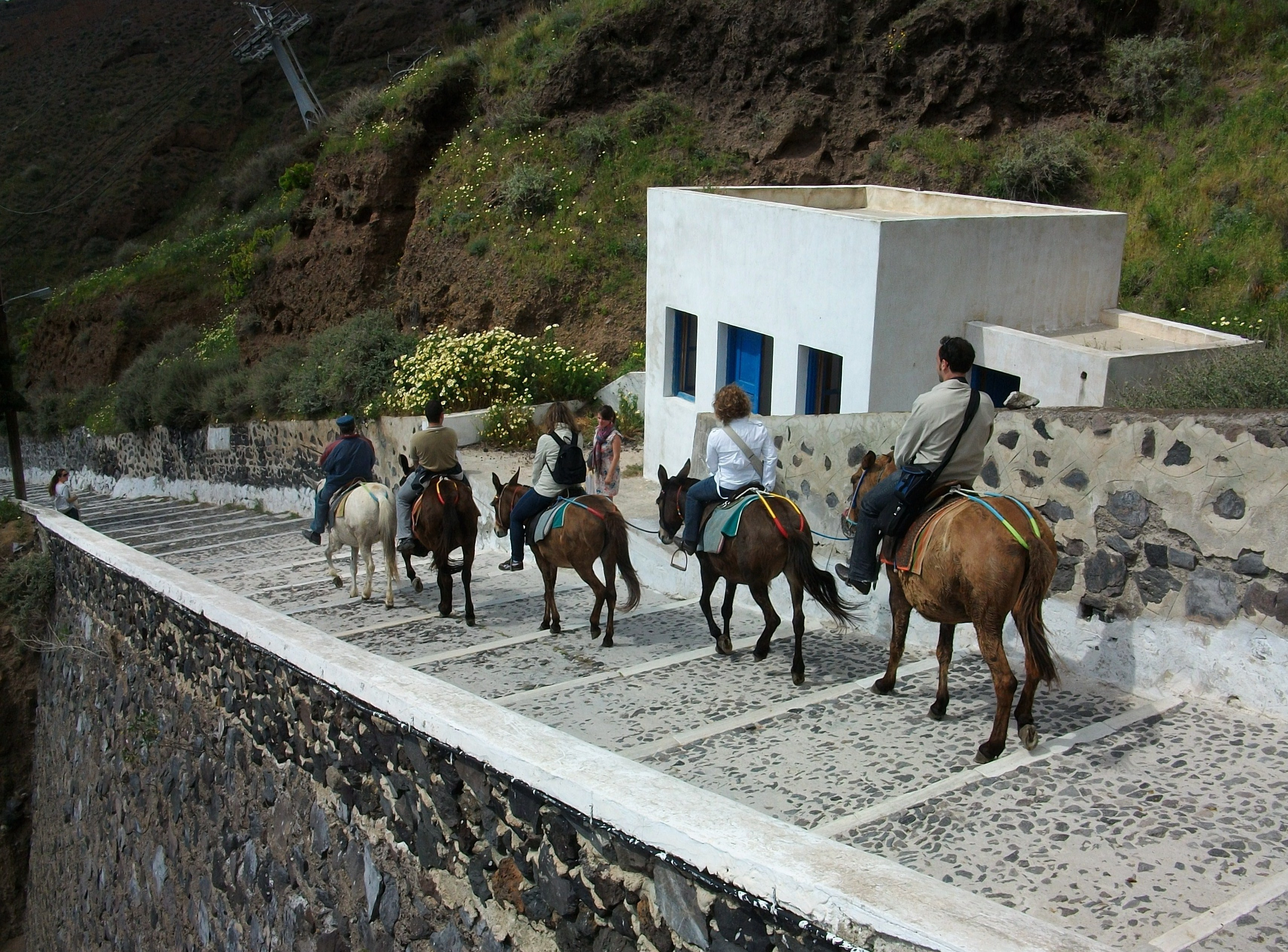
Esel und Pfad auf Santorin

Haupttransportmittel in den Kykladen sind die vielen Fährverbindungen. Von Piräus und Rafina sind die Inseln vom Festland her zu erreichen. Die Westkykladen werden zudem von Lavrio angelaufen. Knotenpunkte auf den Inseln sind Mykonos, Naxos, Paros und Santorin, von denen aus man meist alle kleineren Inseln ansteuern kann. Je nach Größe sind die Inseln meist täglich, manchmal jedoch auch nur einmal pro Woche erreichbar. Von Santorin und Mykonos, sowie mit Regionalverkehrsflugzeugen von Milos, Naxos, Paros, Syros und Astypalea bestehen Flugverbindungen hauptsächlich nach Athen. Die beiden erstgenannten Flughäfen verfügen aber auch über einige regelmäßige Auslandsverbindungen (fast ausschließlich Charterverkehr und nur in der Saison).

### Verkehr auf den Inseln
Ohne explizit einer ökologischen Zielsetzung zu folgen, begann man bereits früh, den motorisierten Verkehr auf den kleineren Inseln auszuschließen und folglich auch keine Straßen für Autos anzulegen. Motorisierte Fahrzeuge beschränken sich auf kommunale Fahrzeuge. Auf Inseln, wohin Autos mitgenommen werden dürfen, ist die Fähre teuer; mitunter ist deren Benutzung stark reglementiert. Traditionell wird der Esel genutzt, manchmal auch Fahrräder, wobei diese aufgrund der Höhenunterschiede nicht überall einsetzbar sind.

## Wirtschaft und Infrastruktur

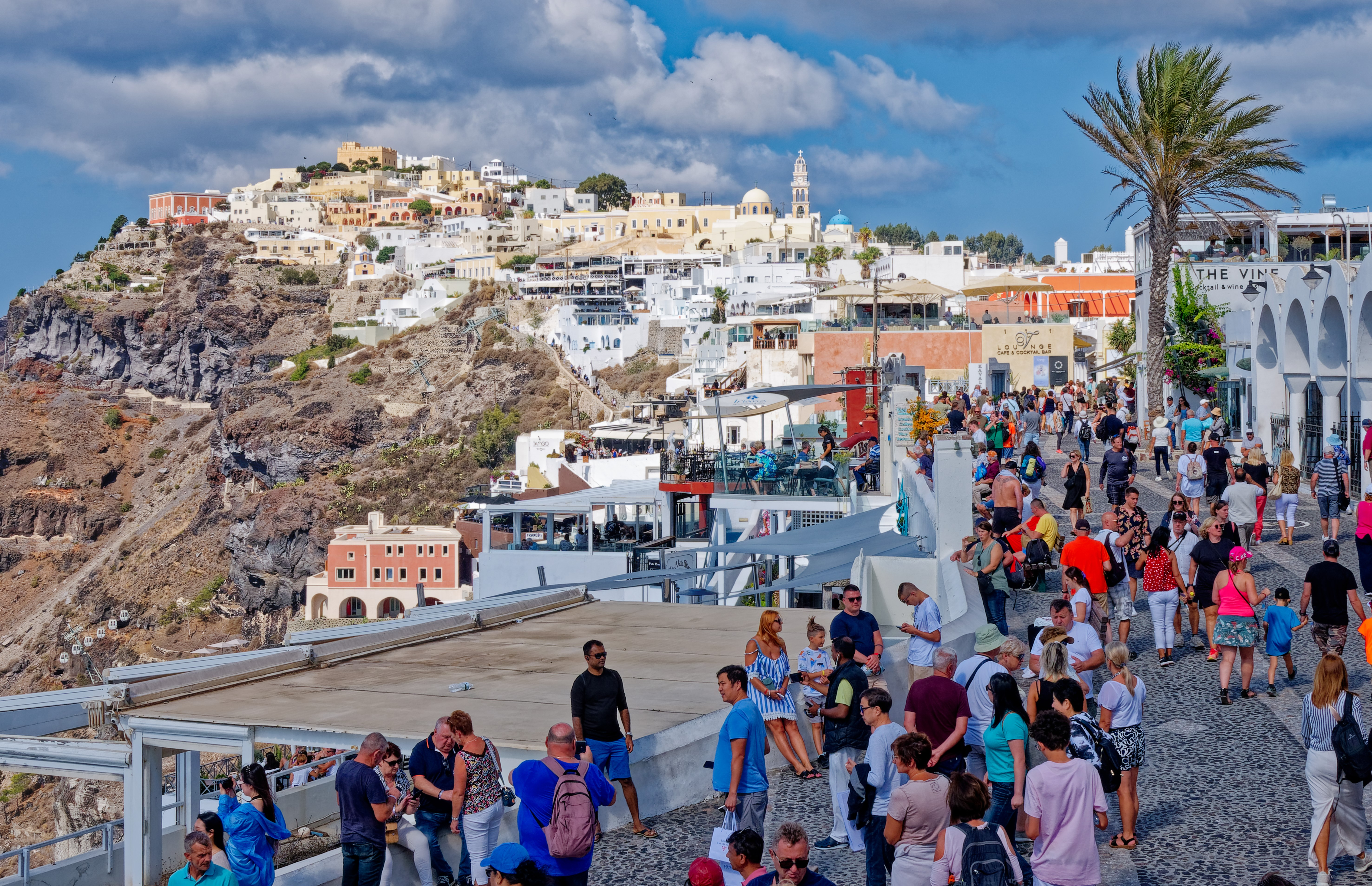
Tourismus ist der wichtigste Wirtschaftszweig. (Fira, Santorin)

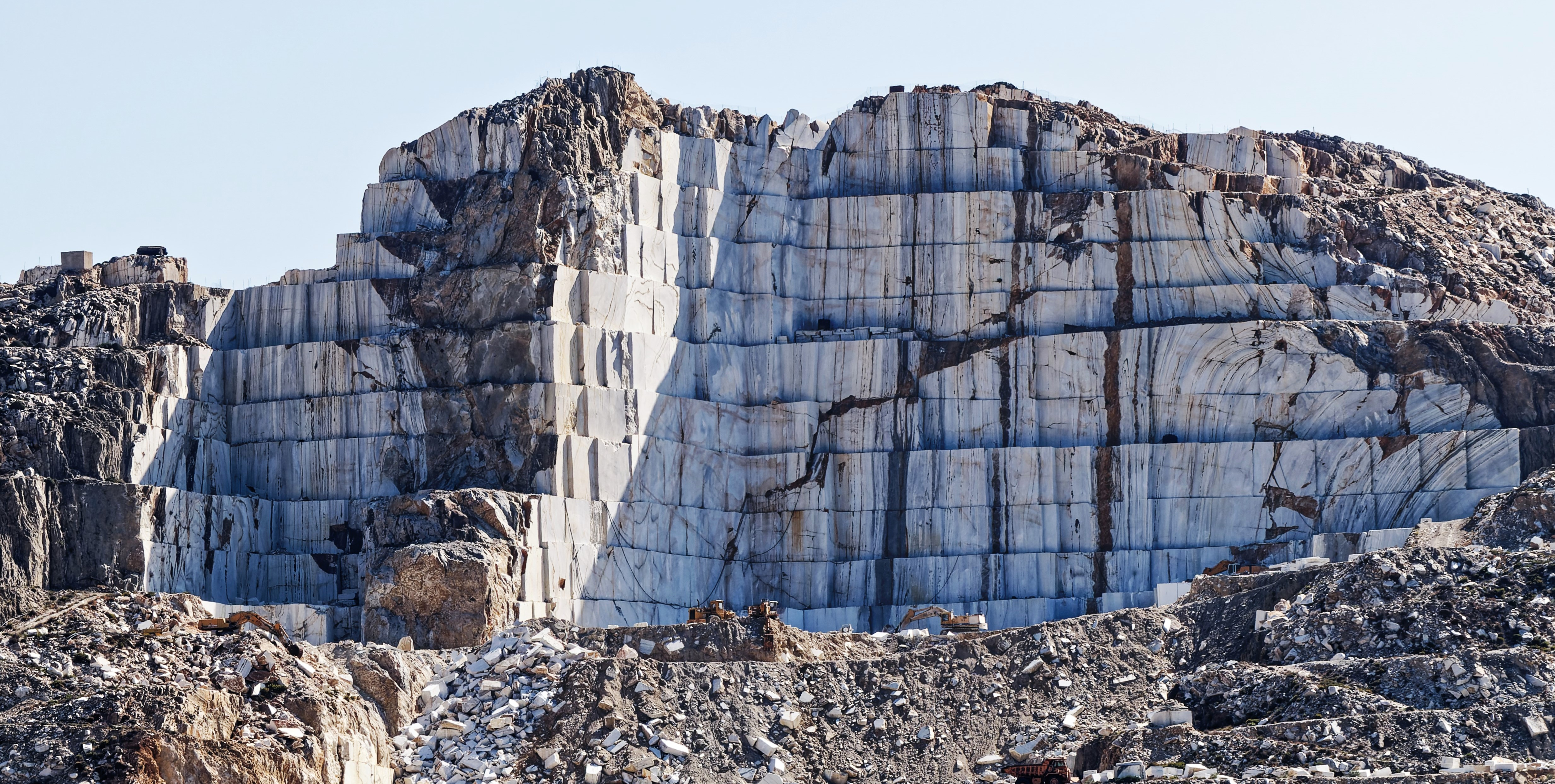
Marmorsteinbruch auf der Insel Naxos

Der Tourismus ist die wohl wichtigste Einnahmequelle der Inseln, jedoch nicht die einzige. Einst waren die Fischerei und der Bergbau von Bedeutung. Aufgrund der Insellage haben viele griechische Reedereien auf den Kykladen ihren Ursprung.
Berühmt sind einige Inseln für deren Marmor, der vermehrt in den Nahen und Fernen Osten exportiert wird. Weitere Bodenschätze sind Pyrit, Baryt, Bentonit, Schmirgel und Puzzolanerde.
Agrarische Produkte umfassen Olivenöl auf den Inseln, wo Ackerböden vorhanden sind sowie Weinanbau auf vulkanischen Böden.
Auf Kythnos wurde 1982 der europaweit erste Windpark in Betrieb genommen, bestehend aus 5 Windenergieanlagen mit einer Gesamtleistung von 100 kW. Im Jahr 1983 wurde eine Solaranlage in das Versorgungskonzept „Insel-Modell Kythnos“ miteinbezogen, vermutlich handelt es sich um die weltweit erste Hybridanlage.
Auf Milos wurde 2008 eine windkraftbetriebene Salzwasser-Entsalzungsanlage in Betrieb genommen. Angetrieben wird die Anlage von einer 600-kW-Windenergieanlage, der Trinkwasserbehälter hat eine Kapazität von 3000 m³. Die Anlage ersetzt die Versorgung mit dem Tankschiff.